# لنکا ویمازالووا
لنکا ویمازالووا (چکی: Lenka Vymazalová؛ زادهٔ ۱۵ ژوئن ۱۹۵۹) بازیکن هاکی روی چمن اهل چکسلواکی بود.